# Jakob Bernoulli
Jakob Bernoulli   (Basilea, 5 de gener de 1655 - Basilea, 16 d'agost de 1705) (alemany: [bɛrˈnʊli]) (també Jacob, o James o Jacques) va ser un matemàtic suís del segle xvii, conegut, sobretot, pels seus treballs en càlcul diferencial i en teoria de la probabilitat. Va ser un dels primers defensors del càlcul leibnizià i va prendre partit per Gottfried Wilhelm Leibniz durant la controvèrsia del càlcul entre Leibniz i Newton. És conegut per les seves nombroses contribucions al càlcul i, juntament amb el seu germà Johann, va ser un dels fundadors del càlcul de variacions. També va descobrir la constant matemàtica fonamental e. No obstant això, la seva contribució més important va ser en el camp de la probabilitat, on va derivar la primera versió de la llei dels grans nombres en la seva obra Ars Conjectandi.

## Biografia
Jakob Bernoulli procedia d'una família de comerciants: el seu avi, Jakob, havia tingut un negoci d'adroguer a Amsterdam, però va abandonar la ciutat durant la guerra de Flandes per establir-se a Basilea, ciutat de la qual es va fer ciutadà el 1622 per matrimoni; el seu pare, Nicolaus, va continuar el negoci de l'avi i va arribar a ser un personatge prominent de Basilea, conseller del municipi i magistrat de la ciutat. La seva mare, Margaretha Schönauer, era germana d'un important banquer de la ciutat i membre del consell municipal. Dos dels seus germans també seran personatges importants: Nicolaus, pintor i president del gremi dels artistes, i Johann, matemàtic com ell mateix.
Jacob Bernoulli va néixer a Basilea, Suïssa. Seguint el desig del seu pare, va estudiar teologia i va entrar al ministeri. Però contràriament als desitjos dels seus pares, també va estudiar matemàtiques i astronomia a Ginebra, on exerceix de tutor del baró Waldkirch i comença a escriure les seves notes autobiogràfiques: les Meditationes.
Els dos anys següents està a París on estudia amb els seguidors de Descartes, fonamentalment amb Malebranche. El 1681 fa el mateix a Holanda, on coneix a Johannes Hudde, i a Anglaterra, on coneix a Robert Boyle i també a Robert Hooke.
Va viatjar per Europa del 1676 al 1682, coneixent els darrers descobriments de les matemàtiques i les ciències sota les principals figures de l'època. Això incloïa el treball de Johannes Hudde, Robert Boyle i Robert Hooke. Durant aquest temps també va produir una teoria incorrecta dels cometes.
Bernoulli va tornar a Suïssa i va començar a ensenyar mecànica a la Universitat de Basilea des de 1683. La seva tesi doctoral Solutionem tergemini problematis es va presentar el 1684. Va aparèixer impresa el 1687.
El 1684 es casa amb Judith Stupanus, filla d'un ric farmacèutic, amb qui tindrà dos fills que no seguiran les inclinacions matemàtiques del pare, al contrari de molts altres membres de la família Bernoulli. Durant aquesta dècada, també va iniciar una fèrtil carrera investigadora. Els seus viatges li van permetre establir correspondència amb molts matemàtics i científics destacats de la seva època, que va mantenir durant tota la seva vida. Durant aquest temps, va estudiar els nous descobriments en matemàtiques, incloent-hi De ratiociniis in aleae ludo de Christiaan Huygens, La Géométrie de Descartes i els suplements de Frans van Schooten. També va estudiar Isaac Barrow i John Wallis, el que va portar al seu interès per la geometria infinitesimal. A banda d'aquests, va ser entre 1684 i 1689 que es van descobrir molts dels resultats que havien de constituir Ars Conjectandi.
Va ser nomenat professor de matemàtiques a la Universitat de Basilea el 1687, romanent en aquest càrrec durant la resta de la seva vida. En aquell moment, havia començat a donar classes al seu germà Johann Bernoulli sobre temes matemàtics. Els dos germans van començar a estudiar el càlcul presentat per Leibniz en el seu article de 1684 sobre el càlcul diferencial a Nova Methodus pro Maximis et Minimis publicat a Acta Eruditorum. També van estudiar les publicacions de von Tschirnhaus. Cal entendre que les publicacions de Leibniz sobre el càlcul eren molt obscures per als matemàtics d'aquella època i els Bernoulli van ser dels primers a intentar entendre i aplicar les teories de Leibniz.
Jacob va col·laborar amb el seu germà en diverses aplicacions del càlcul. No obstant això, l'atmosfera de col·laboració entre els dos germans es va convertir en rivalitat a mesura que el mateix geni matemàtic de Johann va començar a madurar, amb tots dos atacant-se mútuament per escrit i plantejant-se desafiaments matemàtics difícils per posar a prova les habilitats del altre. El 1697, la relació s'havia trencat completament.
El 1684 comença a publicar els seus articles a la revista Acta Eruditorum. El 1687 va obtenir la càtedra de matemàtiques a la Universitat de Basilea, càrrec que tindrà fins a la seva mort i des del que va col·laborar amb el seu germà Johann, a qui el seu pare volia veure metge. Malgrat aquesta col·laboració en els inicis de la formació de Johann (tretze anys més jove que Jakob), a partir dels anys 90 sorgiria una forta rivalitat entre els dos germans, molt fructífera en el terreny científic, però bastant penosa en el terreny personal.

## Obra
Les primeres contribucions importants de Jacob Bernoulli van ser un fullet sobre els paral·lels de lògica i àlgebra publicat el 1685, un treball sobre probabilitat el 1685 i geometria el 1687. El seu resultat de geometria va donar una construcció per dividir qualsevol triangle en quatre parts iguals amb dues rectes perpendiculars.
El 1689 havia publicat un treball important sobre sèries infinites i va publicar la seva llei dels grans nombres en teoria de la probabilitat. Jacob Bernoulli va publicar cinc tractats sobre sèries infinites entre 1682 i 1704. Els dos primers contenien molts resultats, com el resultat fonamental que {\displaystyle \sum {\frac {1}{n}}} divergés, que Bernoulli creia que eren nous, però que en realitat havien estat provats per Pietro Mengoli 40 anys abans i Nicolau Oresme ja ho va demostrar al segle XIV. Bernoulli no va trobar una forma tancada per {\displaystyle \sum {\frac {1}{n^{2}}}}, però sí que va demostrar que convergia a un límit finit inferior a 2. Euler va ser el primer a trobar el límit d'aquesta sèrie el 1737. Bernoulli també va estudiar la sèrie exponencial que va sorgir de l'examen de l'interès compost.
Les obres de Jakob Bernoulli han sigut editades pel matemàtic suís David Speiser amb introducció i aparell crític de Tullio Viola, Joachim Fleckenstein, André Weil i altres matemàtics:
- 1969 Volum I: Astronomia i Filosofia Natural
- 1975 Volum II: Matemàtica elemental
- 1975 Volum III: Teoria de la Probabilitat
- 1993 Volum IV: Teoria de sèries
- 1999 Volum V: Geometria diferencial

Hi ha previst un sisè volum amb els seus treballs de mecànica.

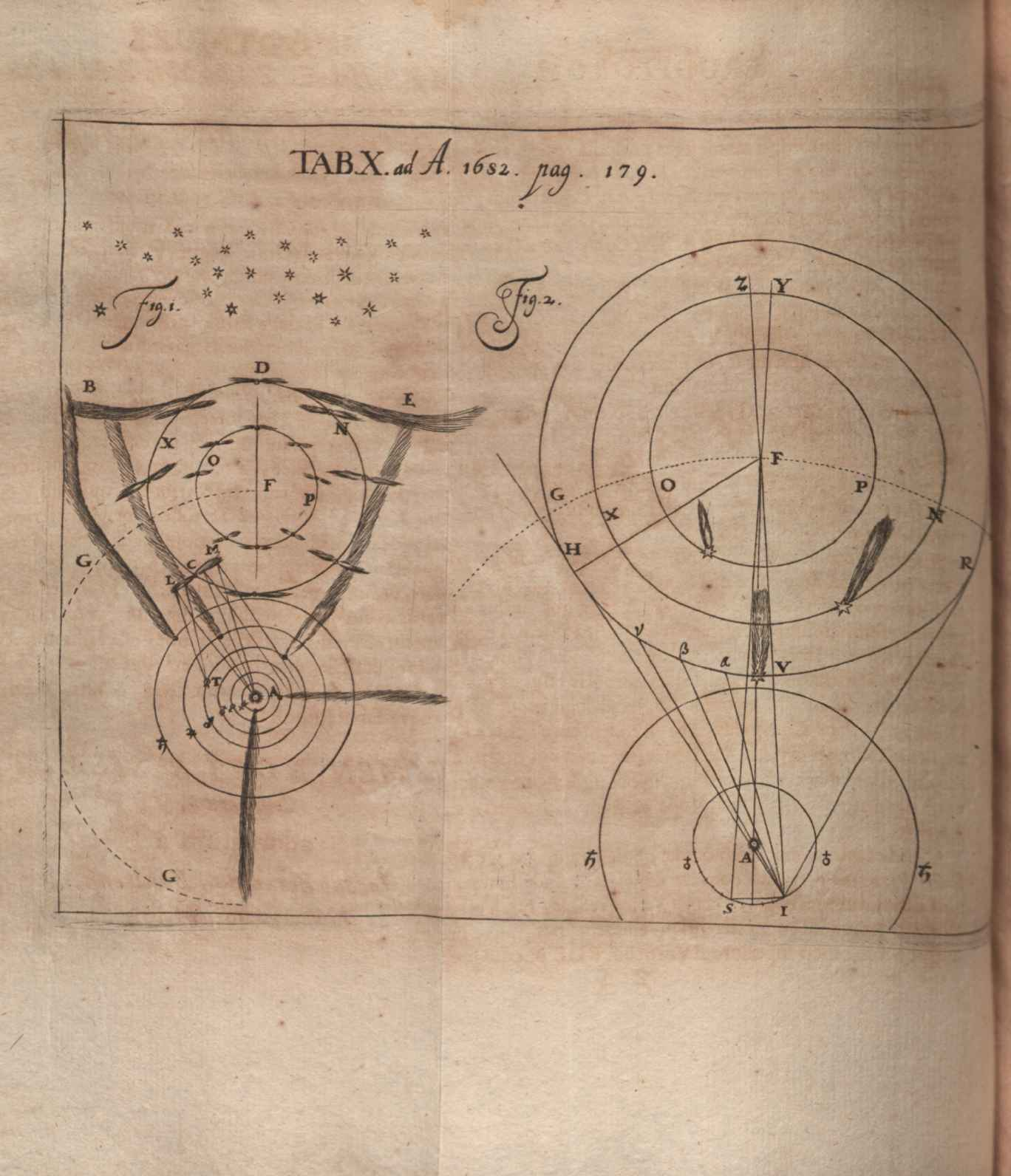
Imatge de l'Acta Eruditorum (1682) on es va publicar la crítica del Conamen novi systematis cometarum de Bernoulli

- Conamen novi systematis cometarum (en llatí).  Amstelaedami: apud Henr. Wetstenium, 1682. (title roughly translates as "A new hypothesis for the system of comets".)
- De gravitate aetheris (en llatí).  Amstelaedami: apud Henricum Wetstenium, 1683.
- Ars conjectandi, opus posthumum, Basileae, impensis Thurnisiorum Fratrum, 1713.
- Opera (en llatí). 1.  Genève: héritiers Cramer & frères Philibert, 1744.
  -  Opera (en llatí). 2.  Genève: héritiers Cramer & frères Philibert, 1744.

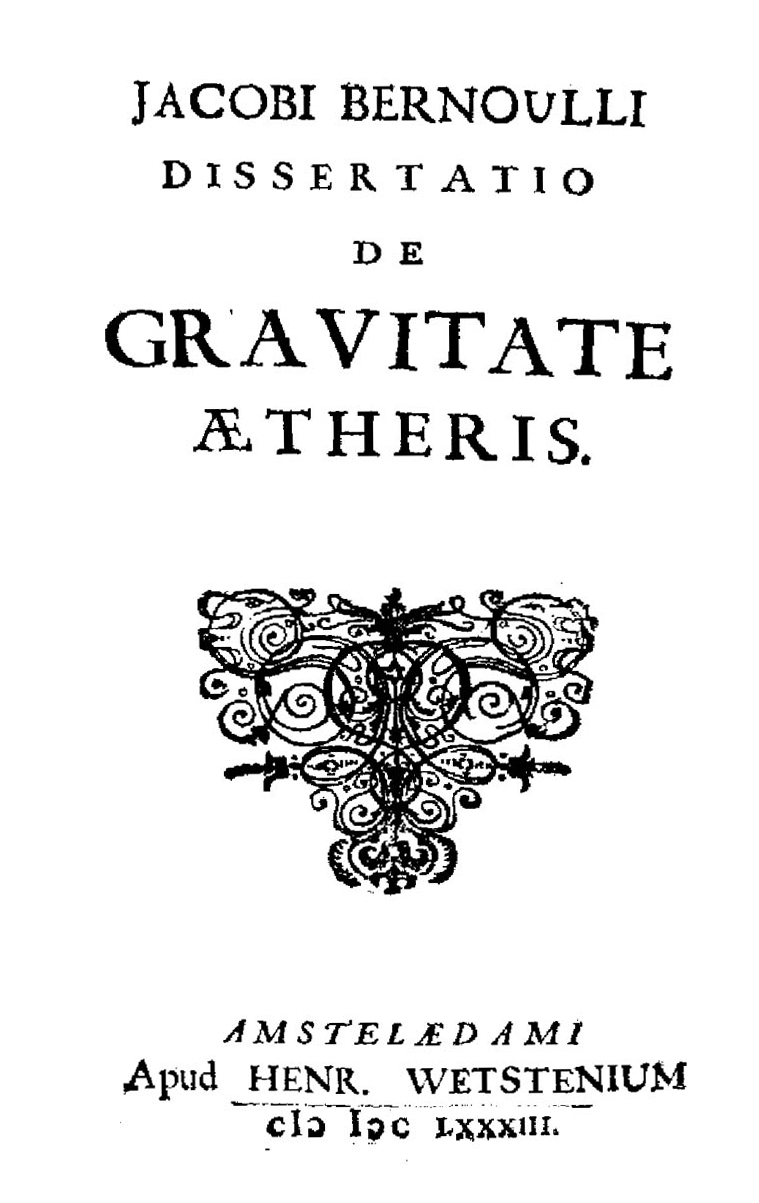
De gravitate aetheris, 1683
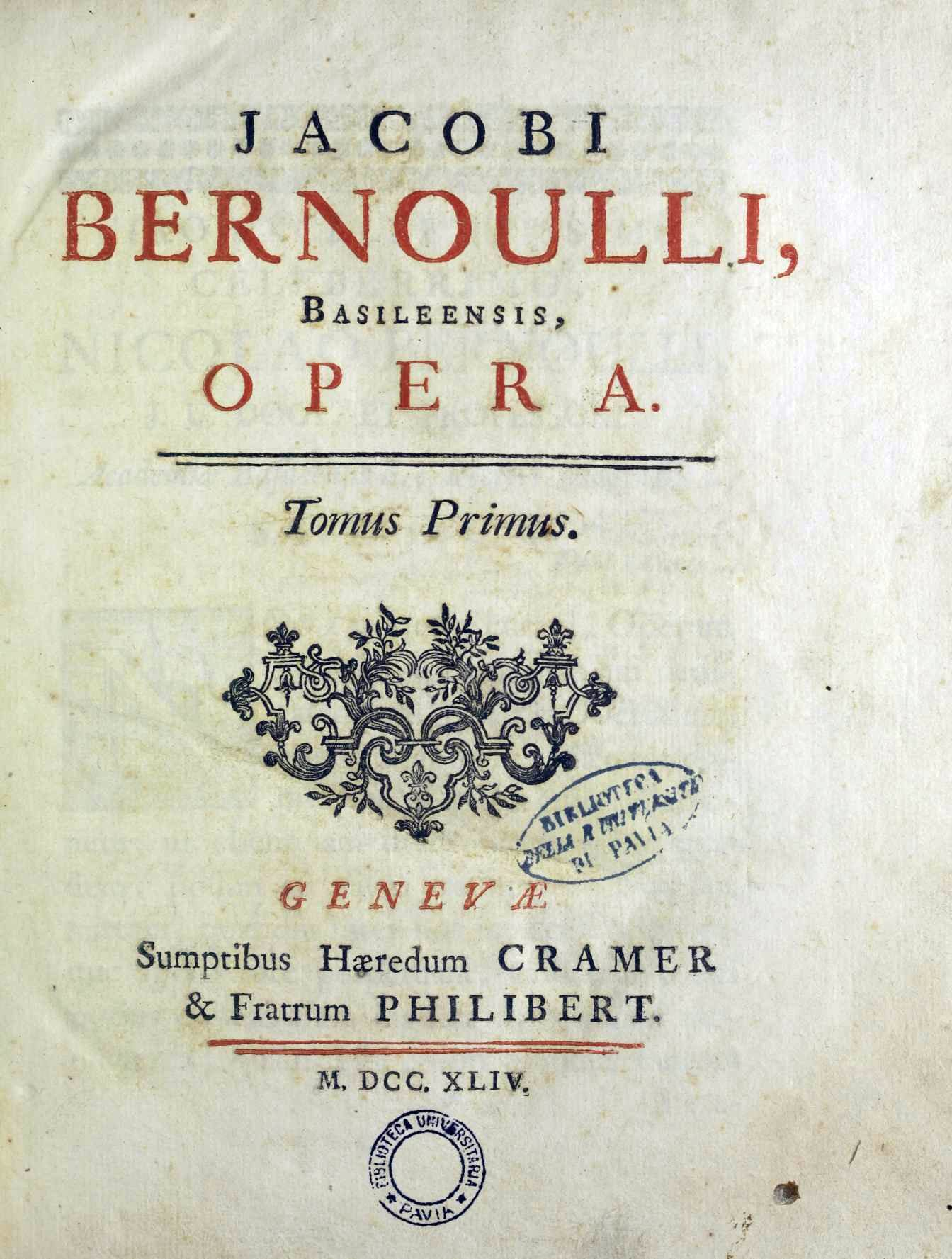
Opera, vol 1, 1744

### Càlcul
Jakob, com el seu germà Johann, van ser els seguidors immediats de Leibniz defensant els infinitesimals com entitats matemàtiques reals i utilitzant-los per a obtenir resultats importants, tant en el càlcul pròpiament dit, com en la seva aplicació als problemes físics. De fet, els dos germans van ser dels primers a Europa a entendre les noves tècniques de Leibniz i a aplicar-les a la resolució de nous i vells problemes. Per exemple, Jakob va establir l'equació diferencial de la corba isòcrona demostrant analíticament la idea que Huygens havia tingut per a construir el rellotge de pèndol.
Un altre exemple va ser el de la corba catenària, que Galileu havia confós amb una paràbola i sobre la qual Jakob va proposar el problema, però que va ser resolt per Johann el 1691; això va ser el punt d'inici de les rivalitats fraternes.
També van resoldre alguns problemes d'integració doble, com també ho va fer L'Hôpital, tot i que no s'obtindria un sistema general fins anys més tard.

#### Espirals
Un capítol especial mereix l'atenció que Jakob va posar en les espirals. És precisament estudiant l'espiral parabòlica quan Jakob Bernoulli utilitza per primera vegada i de forma embrionària el que avui coneixem com coordenades polars.

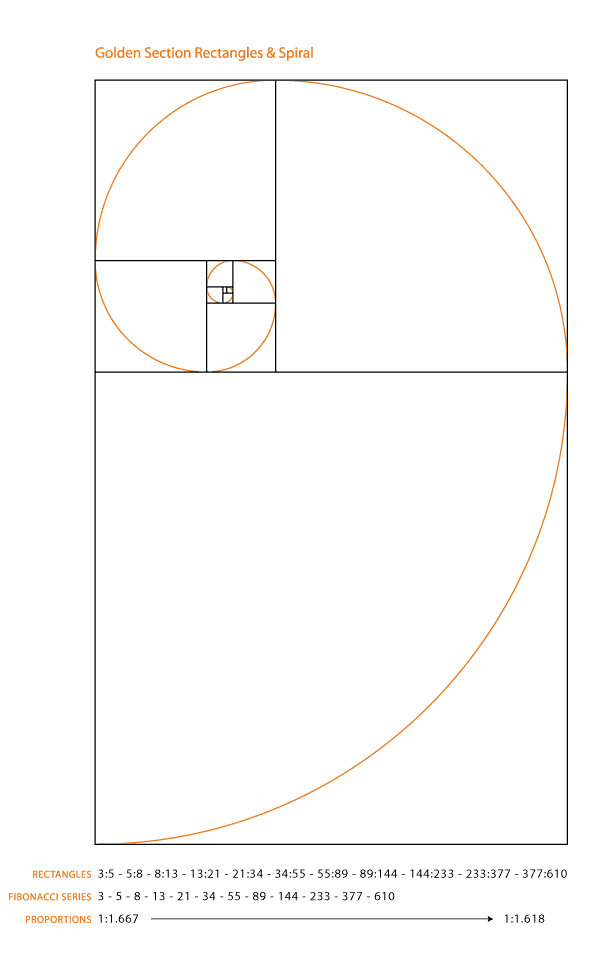
L'espiral construïda utilitzant rectangles amb la proporció àuria és una aproximació a l'espiral logarítmica, que Bernouilli va desitjar per a la seva tomba, en lloc de l'espiral d'Arquimedes que finalment va ser erròniament tallada.

##### L'espiral logarítmica
Bernoulli va escollir per al seu epitafi la figura de l'espiral logarítmica, així com l'emblema en llatí «Eadem mutata ressorgo» ( Mutant i permanent, torno a ressorgir sent el mateix ); contràriament al seu desig que fos tallada una espiral logarítmica (constant en radi), l'espiral que van tallar els mestres picapedrers sobre la seva tomba va ser una espiral d'Arquimedes (constant en la seva diferència). L'espiral logarítmica es distingeix de l'espiral d'Arquimedes pel fet que les distàncies entre les seves armes s'incrementen en progressió geomètrica, mentre que en una espiral d'Arquimedes aquestes distàncies són constants.
El terme espiral logarítmica es deu a Pierre Varignon. L'espiral logarítmica va ser estudiada per Descartes i Torricelli, però qui li va dedicar un llibre va ser Jakob Bernoulli, que la va anomenar Spira mirabilis «l'espiral meravellosa». Impressionat per les seves propietats, va demanar que fos gravada a la seva tomba, a Basilea, amb la màxima eadem mutata ressorgo, acabant gravada en lloc d'aquesta una espiral d'Arquimedes. D'Arcy Wentworth Thompson li va dedicar un capítol del seu tractat On Growth and Form (1917).
«Eadem mutata ressorgo» i l'espiral logarítmica és també l'emblema del Col·legi de Patafísica, fundat el 1948 a París.

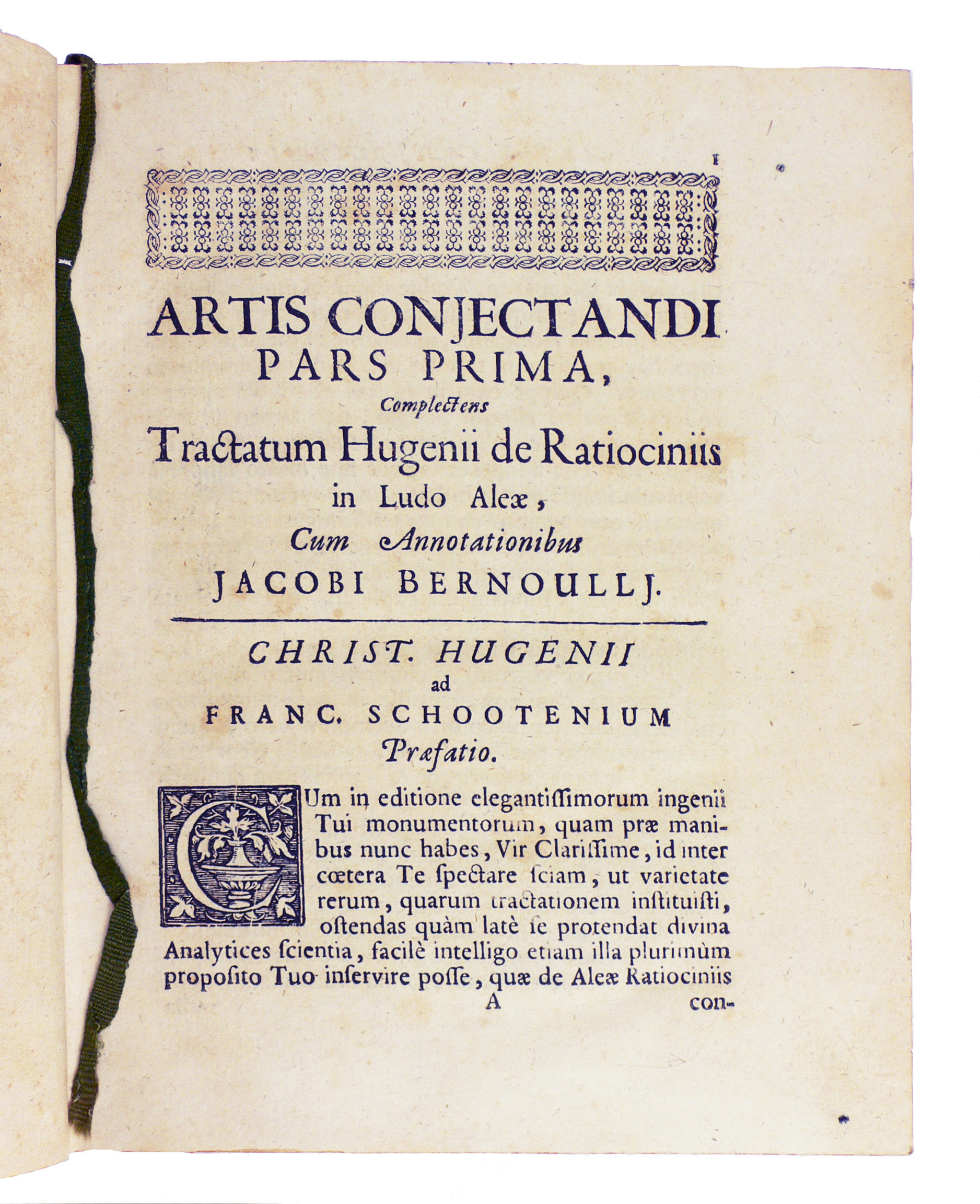
Ars conjectandi, 1713 (Milano, Fondazione Mansutti).

### Probabilitat
On potser és més original l'obra de Jakob Bernoulli és en la teoria de la probabilitat, podent ser considerat el fundador de la teoria matemàtica de la probabilitat, pel seu llibre inacabat Ars Conjectandi que es va publicar de forma pòstuma el 1713 i que era el resultat de vint anys de recerca. Mentre els càlculs de probabilitat anteriors (de Pascal, Fermat, Huygens i altres) no havien passat de calcular probabilitats en els jocs d'atzar, Jakob Bernoulli pretén calcular probabilitats en aquells casos en què és impossible enumerar totes les possibilitats.
És a dir: la probabilitat que surti un número determinat en llançar un dau és {\displaystyle 1/6} perquè un dau té sis cares i una d'elles ha de sortir per força. Però per a calcular la probabilitat que una persona que avui té vuitanta anys es mori en els pròxims deu anys, no es pot fer servir el mateix procediment. Per això invoca la llei dels grans nombres, que apareix a la quarta i última part de l'Ars Conjectandi.
Les tres primeres parts del llibre estan en la mateixa línia que els treballs anteriors; especialment el primer, que és quasi una reedició del llibre de Huygens de 1657. Això no obstant, hi ha dos aspectes originals que cal ressenyar. Primer: la generalització de les idees de Pascal sobre la divisió de les particions en un joc interromput. Segon: la utilització del triangle de Pascal per a obtenir el sumatori de les potències successives, cosa que el condueix al que avui denominem nombres de Bernoulli i a d'altres sèries com els polinomis de Bernoulli.
La quarta part del llibre porta per títol Sobre l'ús i aplicacions de la Doctrina a la Política, l'Ètica i l'Economia i representa un salt qualitatiu en el concepte de probabilitat, tot i que Jakob no analitza de fet cap aplicació pràctica. Per aquest motiu, l'originalitat del llibre ha estat qüestionada per alguns estudiosos que no veuen gaire diferència amb els treballs de Huygens.

## Descobriment de la constant matemàtica e
El 1683 Bernoulli va descobrir la constant e estudiant una pregunta sobre l'interès compost que li obligava a trobar el valor de la següent expressió (que de fet és e):
{\displaystyle \lim _{n\to \infty }\left(1+{\frac {1}{n}}\right)^{n}}
Un exemple és un compte que comença amb 1,00 dòlars i paga un interès del 100 per cent per any. Si l'interès s'acredita una vegada, al final de l'any, el valor és de 2,00 dòlars; però si l'interès es calcula i s'afegeix dues vegades a l'any, l'1 $ es multiplica per 1,5 dues vegades, donant lloc a 1,00 $ × 1,5². = 2,25 dòlars. Compost els rendiments trimestrals 1,00 $ × 1,25 $ 4 = 2,4414 $... i rendiments mensuals composts 1,00 $ × (1,0833...) 12 = 2,613035 $....
Bernoulli va notar que aquesta seqüència s'acosta a un límit (la força d'interès) per a intervals de compostatge més petits i més petits. Compost els rendiments setmanals 2,692597 $..., mentre que els rendiments diaris compostos 2,714567 $..., només dos cèntims més. Utilitzant n com el nombre d'intervals compostos, amb un interès del 100% / n en cada interval, el límit per a n gran és el nombre que Euler va anomenar e; amb la composició contínua, el valor del compte arribarà a 2,7182818 dòlars.... De manera més general, un compte que comença a $ 1 i produeix (1+ R) dòlars amb interès compost, donarà e R dòlars amb capitalització contínua.

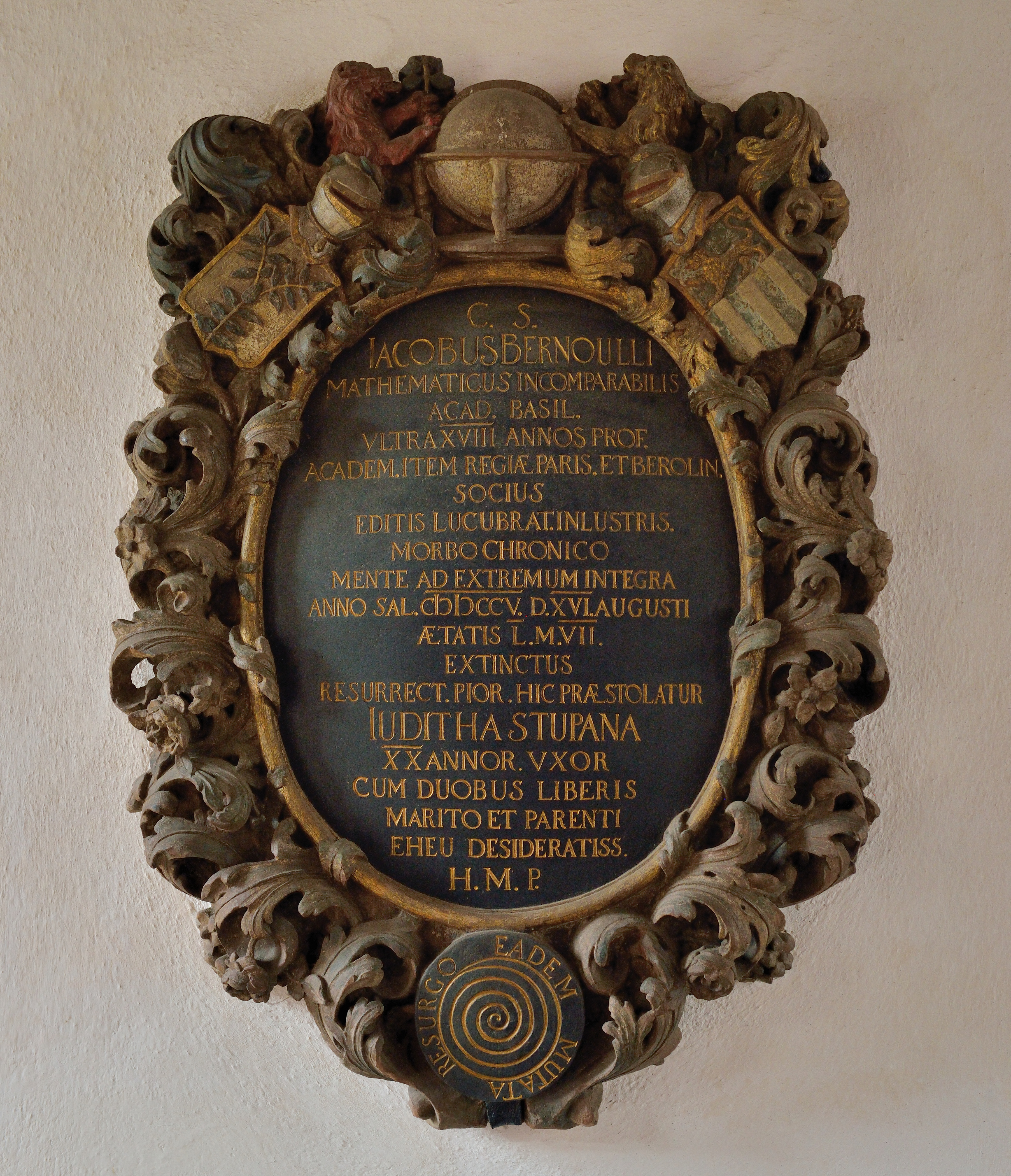
Làpida de Jacob Bernoulli a Basilea Münster

## Làpida
Bernoulli volia una espiral logarítmica i el lema Eadem mutata resurgo ('Tot i que canviat, em torno a aixecar igual') gravat a la seva làpida. Va escriure que l'espiral autosimilar «pot ser utilitzat com a símbol, ja sigui de fortalesa i constància en l'adversitat, o del cos humà, que després de tots els seus canvis, fins i tot després de la mort, serà restaurat al seu jo exacte i perfecte». Bernoulli va morir el 1705, però es va gravar una espiral d'Arquimedes en lloc d'una logarítmica.
Traducció de la inscripció llatina:
Jacob Bernoulli, el matemàtic incomparable.
Professor a la Universitat de Basilea durant més de 18 anys;
membre de les Reials Acadèmies de París i Berlín; famós pels seus escrits.
D'una malaltia crònica, d'una ment sana fins al final;
va sucumbir l'any de gràcia 1705, el 16 d'agost, a l'edat de 50 anys i 7 mesos, esperant la resurrecció.
Judith Stupanus,
la seva dona durant 20 anys,
i els seus dos fills han erigit un monument al marit i al pare que tant troben a faltar.

## Obres
- Conamen novi systematis cometarum (en llatí).  Amstelaedami: apud Henr. Wetstenium, 1682.
- De gravitate aetheris (en llatí).  Amstelaedami: apud Henricum Wetstenium, 1683.
- Ars conjectandi, opus posthumum, Basileae, impensis Thurnisiorum Fratrum, 1713.
- Opera (en llatí). 1.  Genève: héritiers Cramer & frères Philibert, 1744.
- Opera (en llatí). 2.  Genève: héritiers Cramer & frères Philibert, 1744.

## Reconeixements
- El cràter lunar Bernoulli porta aquest nom en memòria de Jakob i del seu germà Johann Bernoulli.[25]
- L'asteroide (2034) Bernoulli també commemora el seu nom i el dels seus germans Johann Bernoulli (1667-1748) i Daniel Bernoulli (1700-1782).[26]